# Luigi Furlan
Luigi Furlan (* 22. Juni 1963 in Genf) ist ein ehemaliger italienischer Radrennfahrer und nationaler Meister im Radsport.

## Sportliche Laufbahn
Furlan war im Straßenradsport aktiv. Als Amateur gewann er 1984 die nationale Meisterschaft im Straßenrennen sowie den Gran Premio Poggiana. In der Tour de l’Avenir kam er auf den 44. Platz. 1985 siegte er in der Trofeo Gianfranco Bianchin.
Von 1986 bis 1993 war er Berufsfahrer. Er gewann 1986 eine Etappe der Luxemburg-Rundfahrt, 1988 die Eintagesrennen Trofeo Melinda und den Giro dell’Umbria, 1992 eine Etappe der Rute du Sud und im Miller Superweek. Die Tour de France 1986 beendete er nicht. Im Giro d’Italia wurde er 1987 49. und 1988 97.